# Oldřich Kníchal
Oldřich Kníchal (9. ledna 1939 Humenné – 21. března 2021) byl novinář, spisovatel a překladatel, píšící česky, slovensky a esperantsky, překládal z maďarštiny.

## Život
V Praze vystudoval historii a filologii, pracoval jako redaktor ČTK, přispíval do různých deníků, redigoval časopisy v esperantu. V roce 1979 se oženil s maďarskou esperantistkou Evou Tófalvi a přestěhoval se do Budapešti.
Psal a překládal povídky a básně.

## Díla
- Jagavé bozky hviezd
- Zvony dolnozemské
- Kráľovstvo z iného sveta
- Suterén na sever
- Mlyny prozreteľnosti
- Predjarie
- More a čajka
- Storočiami slovenskej literatúry
- Fudži a Górajgó

## Překlady z maďarštiny do slovenštiny
- Nemes Nagy Ágnes - Ekhnáton az égben - Achnaton v nebi
- More a čajka, Trinásť poviedok súčasných maďarských autorov

## V esperantu nebo o esperantu
- Adiaŭ, Kuzko! (Sbohem, Kuzko)
- Adolesko (Dospívání)
- Antaŭ 70 jaroj fondiĝis Esperantista klubo en Praha (Před 70 lety byl založen esperantský klub v Praze)
- Bildo pri la epoko (Obraz doby – na okraj románu "Jako voda v řece" od R. Schwartze)
- Co nevíte o esperantu
- Doktor se zelenou hvězdou
- El mitologio (Z mytologie)
- Esperanto kiel pontolingva fenomeno (Esperanto jako fenomén jazykového mostu)
- Evakuado (Evakuace)
- Festotago (Svátek)
- Filino (Dcera)
- Jazykový problém v mezinárodních stycích
- Kníchal recenzas: Flugilhava ŝtono (Kníchal recenzuje. Okřídlený kámen)
- Komenio kaj la internacia lingvo (Komenský a mezinárodní jazyk – s V. Novobilským)
- Kiuj semas plorante (Kdo sejí s pláčem – román napsaný s manželkou Evou Tófalvi
- Lando promesita (Země zaslíbená)
- Lasta spektaklo (Poslední představení)
- La ŝtata teatro populara el Lodzo (Státní populární divadlo v Lodži)
- Ľudovít Štúr
- Maldormi en luna nokto (Bdít za měsíčné noci)
- Miraklo de Altamira (Zázrak v Altamiře)
- Naturvizioj (Přírodní vize)
- Některé aspekty jazykové politiky v mezinárodních stycích
- Odpověď bojujícího Vietnamu
- Patrino (Matka)
- Světadíl bez tlumočníků
- Teceremonio (Čajový rituál)
- Violono finludas (Housle dohrávají)
- Vizito ĉe Hemingway (Návštěva u Heminwaye)